# Augustus FitzRoy, 3:e hertig av Grafton
Augustus Henry FitzRoy, 3:e hertig av Grafton, född 28 september 1735, död 14 mars 1811, känd som earl av Euston mellan 1747 och 1757, sonsonson till Henry FitzRoy, 1:e hertig av Grafton, var en brittisk politiker, som var premiärminister 1768-1770. 
Han satt 1756–1757 som lord Euston i underhuset, ärvde sistnämnda år sin faders hertigtitel och blev då i överhuset en av de ivrigaste medlemmarna av oppositionen mot Butes och Grenvilles ministärer. 
1765–1766 var han "statssekreterare för norra departementet" i Rockinghams ministär och inträdde 1766  som nominell chef (förste lord av skattkammaren) i Pitts andra ministär. Då Pitt genom tilltagande sjukdom urståndsattes att deltaga i styrelsen, blev hertigen från september 1767 även faktiskt ledande minister. I ministären yrkade han 1769 på upphävande av den för de amerikanska kolonierna förhatliga tetullen, men överröstades av sina egna kolleger, bland vilka den nye skattkammarkansleren lord North utövade starkt inflytande. Samtidigt anfölls han skarpt i de så kallade Juniusbreven för sedeslöshet och osedlighet samt rönte i överhuset motstånd av den nu åter tillfrisknade Pitt. 
Han avgick då (januari 1770), men inträdde i juni 1771 som sigillbevarare i lord Norths ministär (dock utan säte i kabinettet och därför ur stånd att effektivt påverka dennes nordamerikanska politik). FitzRoy, som alltid påyrkat ett försonligt uppträdande mot kolonisterna, avgick i november 1775, då han inte fått gehör för denna linje. Han var sedan oppositionens ledare i överhuset till 1782, då han som sigillbevarare inträdde i Rockinghams ministär, kvarstod vid dennes rekonstruktion under Shelburne och avgick med denne i april 1783. Sedan drog han sig alltmer tillbaka från det offentliga livet och sysslade med religiöst skriftställen i unitarisk riktning. 
Hans självbiografi utgavs 1899. Grafton var i sitt offentliga liv oegennyttig och rättskaffens samt ägde en icke obetydlig statsmannaförmåga, men saknade kraft att verksamt göra den gällande.

## Familj
Barn:
- Lady Georgiana Fitzroy (d. 1799), gift med Hon. John Smyth
- George Henry FitzRoy, 4:e hertig av Grafton (1760–1844), gift med Lady Charlotte Maria Waldegrave (1761–1808)
- Lord Charles FitzRoy, general (1764–1829) , gift 1:o 1795 med Frances Miller-Mundy. Gift 2:o 1799 med Lady Frances Anne Stewart.
- Reverend Lord Henry Fitzroy (1770–1828) , gift med Caroline Pigot
- Lady Elizabeth FitzRoy (d. 1839) , gift med sin kusin, Hon. William FitzRoy, generallöjtnant
- Lady Augusta FitzRoy (d. 1839) , gift med Reverend G. F. Tavel
- Lady Isabella FitzRoy (d. 1866) , gift med Barrington Pope Blachford
- Lady Frances FitzRoy (1780–1866) , gift med Francis Almeric Spencer, Baron Churchill of Whichwood
- Lord William FitzRoy, amiral (1782–1857) , gift med Georgiana Raikes